# Drnůvka
Drnůvka je malý potok o délce cca 7,6 km protékající obcemi Ježkovice, Drnovice a částí okresního města Vyškov.

## Průběh toku
Pramení v poli nad obcí Ježkovice, kterou protéká částečně zatrubněným úsekem. Následně teče přes les do Drnovic a při cestě do Vyškova se do ní vlévá voda z Kašparovského rybníka. Poté, co vteče do Vyškova, nabírá pár drobných nejmenovaných přítoků a následně napájí rybník Jandovka. Z Jandovky teče kolem obchodních domů a zooparku k městské části Brňany, kde se vlévá do Rostěnického potoka.